# كوليت أونيل
كوليت أونيل (بالإنجليزية: Colette O'Neil)‏ هي ممثلة بريطانية، ولدت في 1937 بغلاسكو في المملكة المتحدة.

## أعمال

### أفلام
- (2014) موردكاي[6]

## وصلات خارجية
- كوليت أونيل على موقع IMDb (الإنجليزية)
- كوليت أونيل على موقع ميوزك برينز (الإنجليزية)
- كوليت أونيل على موقع قاعدة بيانات الفيلم (الإنجليزية)